# NGC 7280
NGC 7280 (другие обозначения — PGC 68870, UGC 12035, MCG 3-57-5, ZWG 452.11, KCPG 568A) — линзовидная галактика в созвездии Пегас.
Этот объект входит в число перечисленных в оригинальной редакции «Нового общего каталога».
В 2009 году проводилось фотометрическое сравнение галактики с компьютерной симуляцией задачи n-тел. Модель показала хорошее согласования и указала на то, что большую роль на формирование структуры бара играет обмен углового момента.